# Canossa-járás

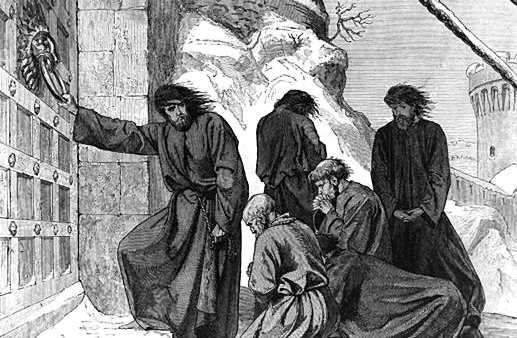
IV. Henrik és társai vezekelnek Canossa várkapuja előtt

Canossa-járásnak nevezzük IV. Henrik német király, későbbi német-római császár vezeklő zarándoklatát az  észak-itáliai Canossa váránál, 1077 januárjában, ahol a császár az épp ott időző VII. Gergely pápát próbálta meg rávenni kiátkozásának visszavonására.

## Előzmények
IV. Henrik felhívására, amelyben a pápát lemondásra szólította fel, VII. Gergely az 1076-os római böjti zsinaton kiátkozta Henriket. A kiátkozás szövegét egy Szent Péterhez szóló ima keretezi. A pápa Szent Pétert hívja tanúként, hogy nem „rabló módjára” ült a pápai székbe, majd megtiltja, hogy Henrik királyként uralkodjon Németországban és Itáliában, felment mindenkit a Henriknek tett eskü kötelezettségei alól, és megtiltja, hogy bárki szolgálja őt, mert Henrik elfordult az egyháztól és „szét akarja zúzni azt.” Végül Gergely Szent Péter nevében „a kiátkozás bilincsébe veri” őt. 

## Vezeklés
Henrik gyalog, böjtölve, vezeklőcsuhában ment kíséretével Canossa várához, és a téli hidegben három napon át fedetlen fővel várt a várkapu előtt, amíg a pápa elé járulhatott. A közhiedelemmel ellentétben ez nem mezítláb és rongyokban történt, hanem a király ruhája fölé vett vezeklőruhában. 
A pápa – főleg Hugo clunyi apát és Matilda toszkánai őrgrófnő sürgetésére –, kénytelen volt feloldozni a királyt, és püspökeivel együtt visszavenni az egyházba (1077. jan. 28.). Gergely ugyanis nem zárkózhatott el a szabályszerű vezeklés elismerése és az azt követő feloldozás alól. 
A császár megalázkodása azonban csak politikai időhúzás volt, rövidesen harcba bocsátkozott a pápával, és miután 1080-ban a pápa másodszor is kiközösítette, ellenpápát állított (III. Kelemen).

## Mondásként
A Canossa-járás szólásmondásként is utat talált: „Kanosszát járni” annyit tesz, mint bűnbánatot gyakorolni, illetve megalázkodni.
„Nem fogunk Canossát járni – sem testben, sem lélekben!” (Otto von Bismarck, porosz államférfi)

## Lásd még
- Invesztitúraharc
- Pápaság a középkorban
- Fordított Canossa-járás